# Le Roulier
Le Roulier település Franciaországban, Vosges megyében. Lakosainak száma 210 fő (2022. január 1.). Le Roulier Docelles, Aydoilles, Charmois-devant-Bruyères, Deycimont, Fontenay és Méménil községekkel határos.

## Népesség
A település népességének változása:
| Lakosok száma | 201  | 196  | 199  | 195  | 199  | 202  | 206  | 210  | 210  |
|               | 2013 | 2015 | 2016 | 2017 | 2018 | 2019 | 2020 | 2021 | 2022 |